# Triada Addisa
Triada Addisa – triada objawów, występujących w przebiegu ostrego kłębuszkowego zapalenia nerek, na które składają się:
- obrzęki, które występują zwykle w okolicy oczu
- nadciśnienie tętnicze
- zmiany w moczu pod postacią krwinkomoczu i obecności wałeczków erytrocytarnych.